# Luff Award
Il Luff Award è un premio assegnato per meriti in ambito della Filatelia dalla Società Filatelica Americana a filatelici in vita.

## Istituzione
Il premio venne istituito nel 1940 in memoria di John Nicholas Luff, presidente della Società Filatelica Americana dal 1907 al 1909 nonché notabile filatelico.

## Requisiti per l'assegnazione
Il candidato deve essere un filatelico ancora in vita e può ricevere l'onorificenza per uno dei seguenti motivi:
- essersi distinto nella ricerca filatelica
- aver fornito contributi eccezionali alla filatelia
- aver reso considerevoli servizi alla Società Filatelica Americana

## Premiati
Sebbene assegnato a partire dal 1940, in alcuni anni l'onorificenza non è stata conferita
| Anno | Distinto nella ricerca filatelica | Eccezionali contributi alla filatelia | Considerevoli servizi resi alla Società Filatelica Americana |
| 2015 | Leo J. Harris                     | MaryAnn Bowman                        | James E. McDevitt                                            |
| 2014 | Edward J.J. Grabowski             | Richard E. Drews                      | Janet Klug                                                   |
| 2013 | Dr. Arthur H. Groten              | George Jay Kramer                     | Richard S. Nakles                                            |
| 2012 | James W. Graue                    | Michael D. Dixon                      | Steven J. Rod                                                |
| 2011 | Len Piszkiewicz                   | Patricia Walker                       | Roger Schnell                                                |
| 2010 | A.D. (Don) Jones                  | Dr. James P. Mazepa                   | Donald J. Sundman                                            |
| 2009 | Kees Adema                        | David A. Kent                         | Non assegnato                                                |
| 2008 | Stanley J. Luft                   | Nancy B. Clark                        | Peter P. McCann                                              |
| 2007 | Roger S. Brody                    | Stephen D. Schumann                   | E. Eugene Fricks                                             |
| 2006 | Harlan F. Stone II                | Joseph E. Foley                       | Charles J. Peterson                                          |
| 2005 | Alfred F. Kugel                   | Cheryl Edgcomb                        | Ann Triggle                                                  |
| 2004 | Kurt Kimmel                       | Diane Boehret                         | John M. Hotchner                                             |
| 2003 | Reuben Ramkissoon                 | George B. Griffenhagen                | W. Danforth Walker                                           |
| 2002 | Anthony S. Wawrukiewicz           | Alan Warren                           | William L. Welch, Jr.                                        |
| 2001 | George B. Arfken                  | Elizabeth G. Towle                    | David A. Flood                                               |
| 2000 | Calvet M. Hahn                    | James H. Bruns                        | Randy Laning Neil                                            |
| 1999 | Richard F. Winter                 | John E. Lievsay                       | Frank L. Sente                                               |
| 1998 | Varro Eugene Tyler                | Raymond Henry Weill                   | F. Burton Sellers                                            |
| 1997 | Philip T. Wall                    | Lester E. Winick                      | Robert de Violini                                            |
| 1996 | Victor E. Engstrom                | Robert P. Odenweller                  | Non assegnato                                                |
| 1995 | Ernst Max Cohn                    | Charles Jenkins                       | Gordon P. Wrenn                                              |
| 1994 | Hubert C. Skinner                 | Jerome D. Husak                       | Keith A. Wagner                                              |
| 1993 | C.W. 'Bert' Christian             | Jacques Minkus                        | Non assegnato                                                |
| 1992 | Richard B. Graham                 | C. Belmont Faries                     | Herbert A. Trenchard                                         |
| 1991 | L. Norman Williams                | Mary Ann Owens                        | Lois Evans de Violini                                        |
| 1990 | Austin Haller                     | Leo August                            | Dmytro Bykovetz, Jr.                                         |
| 1989 | Werner M. Bohne                   | Clyde Jennings                        | Non assegnato                                                |
| 1988 | Karl H. Schimmer                  | Charles J. Peterson                   | Wilbur F. Cannon                                             |
| 1987 | Henry M. Gobie                    | Kenneth A. Wood                       | William H. Bauer                                             |
| 1986 | Charles J. Starnes                | Susan Marshall McDonald               | Walton Eugene Tinsley                                        |
| 1985 | Thomas J. Alexander               | James H. Beal                         | Robert Laurenson Dashiell Davidson                           |
| 1984 | Dr. Soichi Ichida                 | Gordon C. Morison                     | Non assegnato                                                |
| 1983 | Robert Granville Stone            | F. Burton Sellers                     | John E. Foxworth, Jr.                                        |
| 1982 | Carl H. Werenskiold               | Richard H. Thompson                   | Bernard A. Hennig                                            |
| 1981 | Charles A. Fricke                 | Enzo Diena                            | Cyrus R. Thompson                                            |
| 1980 | George E. Hargest                 | Robson Lowe                           | Emerson A. Clark                                             |
| 1979 | Philip Silver                     | William W. Wylie                      | Non assegnato                                                |
| 1978 | George Wendell Brett              | John Robert Boker, Jr.                | Daniel W. Vooys                                              |
| 1977 | Denwood N. Kelly                  | Ernest Anthony Kehr                   | George Townsend Turner                                       |
| 1976 | Horace W. Harrison                | Eugene N. Costales                    | George M. Martin                                             |
| 1975 | Alex L. ter Braake                | Edward N. Sampson                     |                                                              |
| 1972 |                                   |                                       | Frederick B. Thomas                                          |
| 1970 | Creighton C. Hart                 | Ezra Danolds Cole                     | Mrs. Arthur G. Lane                                          |
| 1968 | Arnold H. Warren                  | Herbert J. Bloch                      | Anna D. and Paul J. Plant                                    |
| 1966 | Richard McPherren Cabeen          | Henry Ellis Harris                    | H. Clay Musser                                               |
| 1964 | Judge Edward I.P. Tatelman        | James M. Chemi                        | Joseph M. Clary                                              |
| 1962 | Mortimer L. Neinken               | Earl P. L. Apfelbaum                  | George A. Blizil                                             |
| 1961 | Frank J. Kovarik                  | Herman Herst, Jr.                     | Charles C. Cratsenberg                                       |
| 1958 | Col. James T. DeVoss              | Henry Abt                             | Bernard Davis                                                |
| 1956 | Barbara R. Mueller                | Daniel W. Vooys                       | Non assegnato                                                |
| 1954 | Solomon Glass                     | Dr. Holland A. Davis                  | Non assegnato                                                |
| 1952 | Winthrop Smillie Boggs            | Van Dyk Mac Bride                     | Major James T. DeVoss                                        |
| 1950 | Max G. Johl                       | Donald F. Lybarger                    | Laurence D. Shoemaker                                        |
| 1948 | Lester George Brookman            | Chester Smeltzer                      | Harry L. Lindquist                                           |
| 1946 | Clarence W. Brazer                | Lester George Brookman                | David Louis Lidman                                           |
| 1944 | Dr.Carroll Chase                  | Elliott Perry                         | Col. Ralph A. Kimble                                         |
| 1940 | Stanley Bryan Ashbrook            | August Dietz                          | Non assegnato                                                |